# Truskolasy (gromada)
Truskolasy – dawna gromada, czyli najmniejsza jednostka podziału terytorialnego Polskiej Rzeczypospolitej Ludowej w latach 1954–1972.
Gromady, z gromadzkimi radami narodowymi (GRN) jako organami władzy najniższego stopnia na wsi, funkcjonowały od reformy reorganizującej administrację wiejską przeprowadzonej jesienią 1954 do momentu ich zniesienia z dniem 1 stycznia 1973, tym samym wypierając organizację gminną w latach 1954–1972.
Gromadę Truskolasy z siedzibą GRN w Truskolasach utworzono – jako jedną z 8759 gromad na obszarze Polski – w powiecie kłobuckim w woj. stalinogrodzkim, na mocy uchwały nr 19/54 WRN w Stalinogrodzie z dnia 5 października 1954. W skład jednostki weszły obszary dotychczasowych gromad Golce, Hutka, Kawki, Klepaczka, Piła (z wyłączeniem osady Piła-Jesionka), Rybno, Truskolasy i Zamłynie (z wyłączeniem wsi Brzezinki) ze zniesionej gminy Truskolasy w tymże powiecie, a także oddziały leśne nr nr 106–135, 144–148 i 154–168 z Nadleśnictwa Grodzisko. Dla gromady ustalono 27 członków gromadzkiej rady narodowej.
20 grudnia 1956 województwo stalinogrodzkie przemianowano (z powrotem) na katowickie.
1 stycznia 1958 z gromady Truskolasy wyłączono wieś Kawki, włączając ją do gromady Panki w tymże powiecie.
31 grudnia 1961 do gromady Truskolasy włączono wsie Brzezinki i Piła ze zniesionej gromady Kuleje w tymże powiecie.
Gromada przetrwała do końca 1972 roku, czyli do kolejnej reformy gminnej. 1 stycznia 1973 w powiecie kłobuckim reaktywowano gminę Truskolasy.